# Loisia
Loisia település Franciaországban, Jura megyében. Lakosainak száma 146 fő (2022. január 1.). Loisia Cressia, Chevreaux, Gigny, Graye-et-Charnay, Pimorin és Rosay községekkel határos.

## Népesség
A település népességének változása:
| Lakosok száma | 183  | 166  | 164  | 178  | 165  | 166  | 166  | 167  | 160  | 146  |
|               | 1968 | 1982 | 1990 | 2006 | 2013 | 2015 | 2017 | 2019 | 2020 | 2022 |